# Atlas Coelestis
Pour les articles homonymes, voir Atlas.
L’Atlas Coelestis est un atlas céleste fondé sur les observations de John Flamsteed, astronome britannique, et publié à titre posthume en 1729.
L'Atlas, le plus grand jamais publié, contient 26 cartes des principales constellations visibles de Greenwich, illustrées dans le style rococo par James Thornhill. Il présente également deux planisphères dessinées par Abraham Sharp.

## Histoire

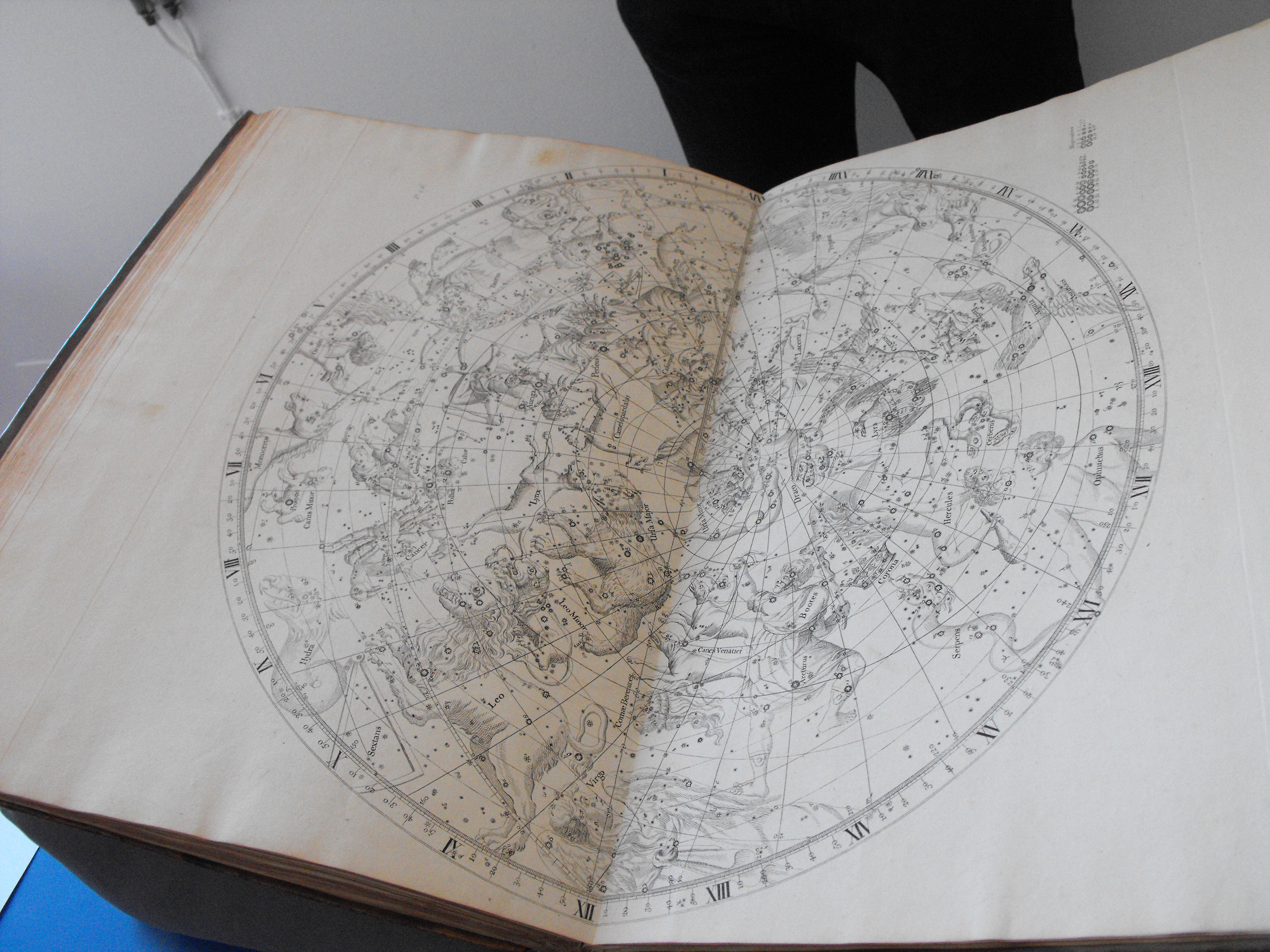
LAtlas Coelestis (2e édition de 1753).

Premier atlas céleste fondé sur l'observation télescopique, l'Atlas Coelestis ne fut publié que dix ans après la mort de Flamsteed, par sa veuve, assistée de Joseph Crosthwait et Abraham Sharp. Il avait été précédé par l'ouvrage Stellarum inerrantium Catalogus Britannicus (ou plus simplement British Catalogue), publié en 1725 et qui recensait 2919 étoiles.
Pour Flamsteed, l'une des principales raisons de faire paraître l'Atlas était de corriger la représentation des personnages des constellations qu'avait donnée Bayer dans son  Uranometria de 1603. Bayer représentait les personnages vus de dos et non de face, comme il était d'usage depuis le temps de Ptolémée, ce qui inversait la position des étoiles et introduisait une confusion inutile.

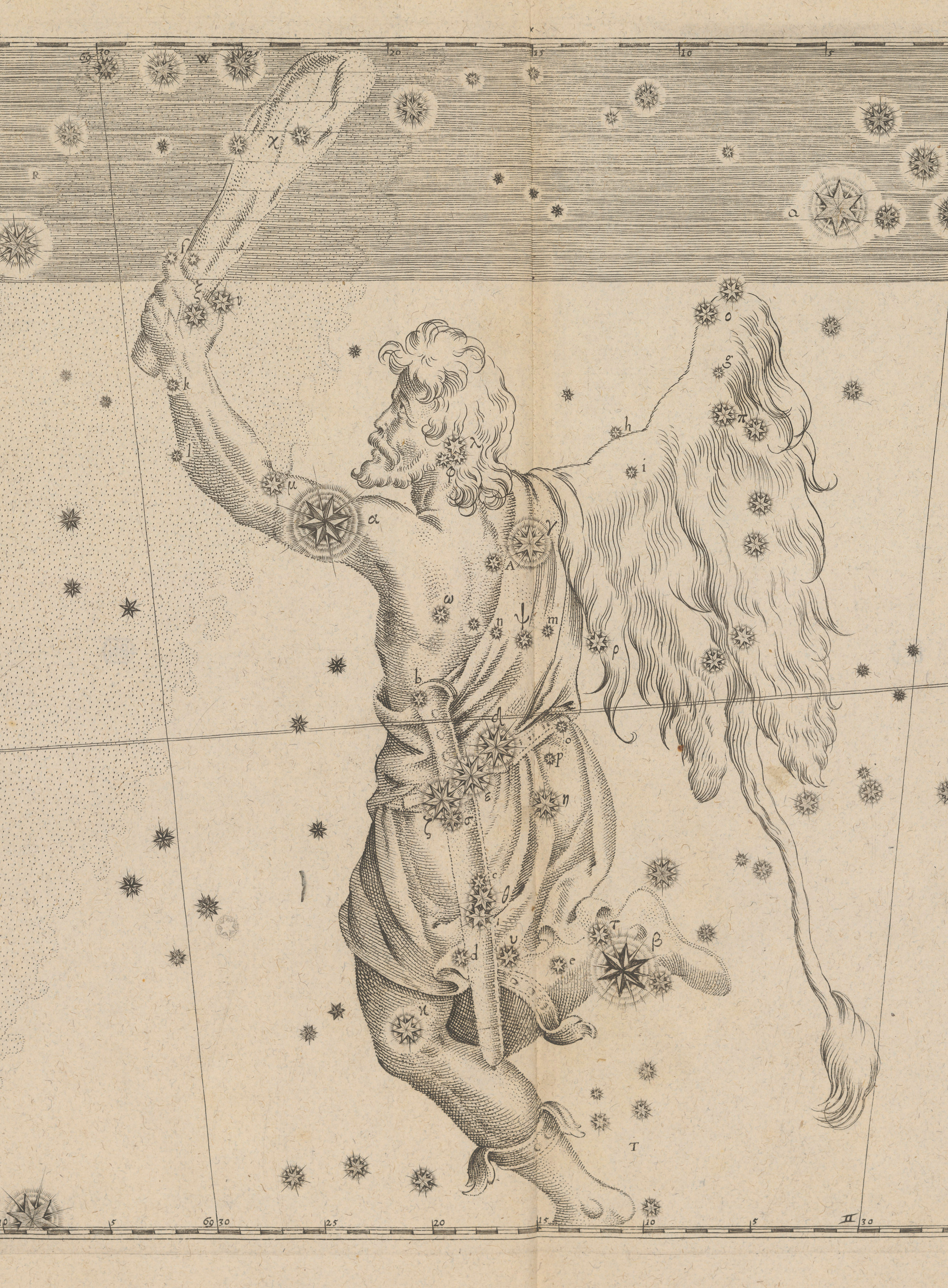
Orion dans l'Uranometria.
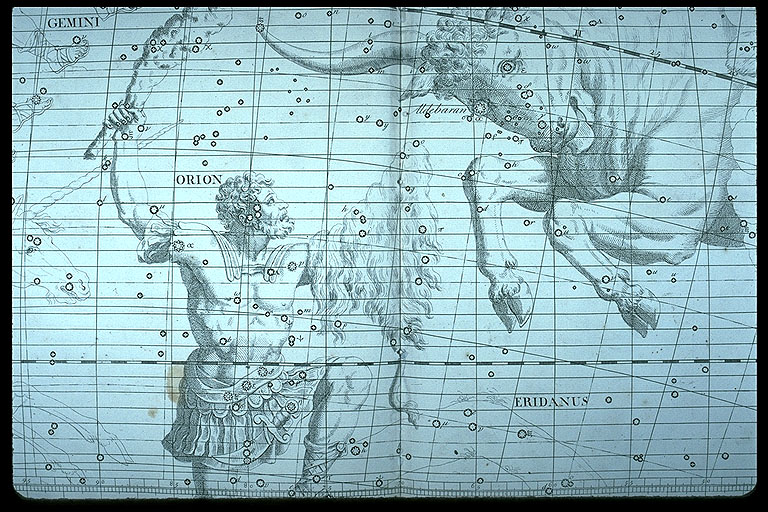
Orion dans l'Atlas Coelestis.

La publication a connu un succès immédiat et est devenue la référence des astronomes professionnels pour près d'un siècle. Néanmoins même ainsi, elle a rencontré trois objections : son prix élevé, sa grande taille (rendant la manipulation malaisée) et sa qualité artistique médiocre (de nombreuses critiques ont été formulées à l'encontre des dessins de James Thornhill et tout particulièrement de sa représentation du Verseau).
C'est ce qui conduisit John Bevis à essayer d'améliorer l’Atlas. En 1745, il réalisait l’Uranographia Britannica, de plus petites dimensions, enrichie d'observations et d'images plus artistiques. Mais l'ouvrage ne fut jamais publié officiellement et il n'en existe aujourd'hui que 16 exemplaires connus.

## Atlas Fortin-Flamsteed
Enfin les changements dans les positions des étoiles (les observations initiales remontaient aux années 1690) amenèrent une mise à jour qui fut assurée par l'ingénieur français Nicolas Fortin, sous la supervision des astronomes Le Monnier et Messier de l'Académie royale des sciences de Paris.
La nouvelle version, dénommée Atlas Fortin-Flamsteed, faisait le tiers de la taille de l'original mais conservait la même structure. Elle apportait aussi quelques retouches esthétiques à certaines illustrations (principalement Andromède, la Vierge et le Verseau).
Les noms des constellations y étaient portés en français (et non en latin) ; par ailleurs étaient intégrées quelques nébuleuses découvertes après la mort de Flamsteed.
En 1795 était publiée une version mise à jour, réalisée par Méchain et Lalande, qui incluait de nouvelles constellations et de nombreuses autres nébuleuses.